# Los miserables
Los miserables (título original en francés: Les misérables) es una novela del poeta y escritor francés Victor Hugo publicada en 1862, considerada una de las obras más importantes del siglo XIX. El texto, de estilo romántico, plantea por medio de su argumento una discusión sobre el bien y el mal, sobre la ley, la política, la ética, la justicia y la religión. El autor confesó que se había inspirado en Vidocq —criminal francés que se redimió y acabó inaugurando la Policía Nacional francesa— para crear a los dos protagonistas y que la historia de su país le había inspirado para situar el contexto histórico. Por ese motivo, los personajes viven la Rebelión de junio (1832) y los posteriores cambios políticos. Además, el autor analiza los estereotipos de aquel momento y muestra su oposición a la pena de muerte. En su núcleo, al fin, la novela sirve como una defensa de los oprimidos sea cual sea el lugar o la situación sociohistórica.

## Resumen de la obra

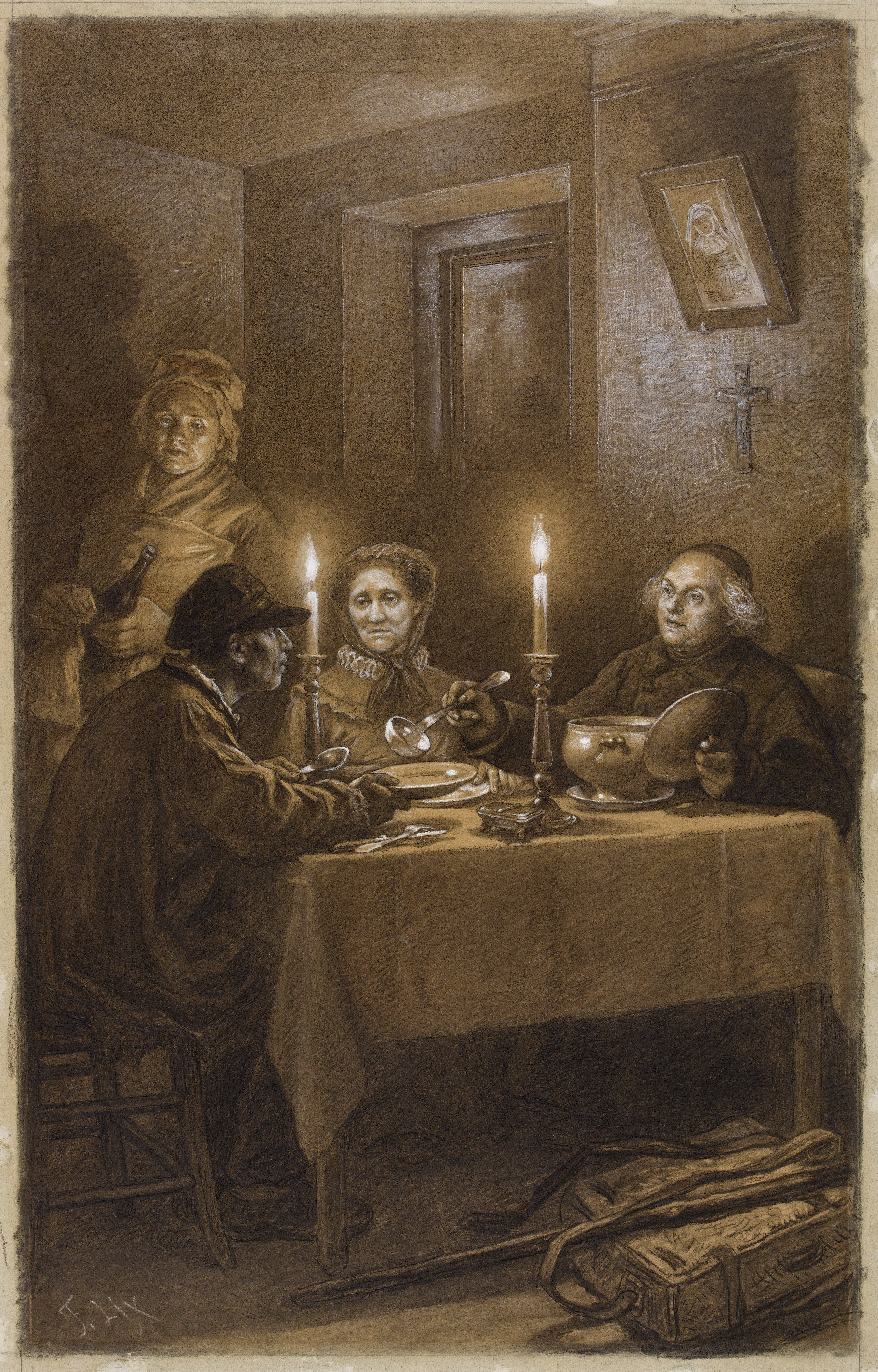
'L'évêque et le forçat', ilustración de Frédéric Lix para Los Miserables (Maison de Victor Hugo - Casa de Hauteville).

### Volumen I: Fantine
La novela empieza en 1815 con la llegada de Jean Valjean, el personaje principal, después de una sentencia de 19 años de prisión, víctima de un trágico destino, sentenciado a cinco años por robar pan para alimentar a su familia, ve ampliada su sentencia tras varios intentos de fuga. Su pasado como convicto lo abruma y, en cada ciudad, es rechazado por ser un exconvicto con un pasaporte amarillo. Solo el obispo Myriel le abre la puerta para brindarle alimento y refugio. Jean Valjean profesa odio-amor y resentimiento hacia la sociedad. Sin ser muy consciente de sus actos, roba los cubiertos de plata del obispo y huye por la ventana. Cuando es detenido y llevado por la policía ante el obispo Myriel, este último cuenta a la policía que él le había regalado la vajilla de plata y que incluso había olvidado darle dos candelabros también de plata, consiguiendo así que Valjean quede libre de nuevo. Después dice a Valjean que lo perdona y le ofrece los candelabros de plata haciendo que prometa que redimirá su vida y se transformará en una persona de bien.
Perdido en sus pensamientos, Valjean roba sin querer una moneda de 40 sueldos de un saboyano llamado Petit Gervais cubriéndola con su pie. Víctima del remordimiento e incapaz de alcanzar a Petit Gervais, es consciente de su mala acción y, tras una epifanía, decide cumplir su promesa al obispo Bienvenue. Cambiando a este otro episodio en los Alpes, Valjean reaparece en el otro extremo de Francia, bajo el nombre de Monsieur Madeleine y se redime. Enriquecido por medios honestos, se convierte en el benefactor de la ciudad de Montreuil-sur-Mer y es nombrado alcalde.
Paralelo al ascenso de Jean Valjean con su redención, se produce la caída de Fantine, madre soltera que, para alimentar a su única hija Cosette a la que deja con los Thénardier, cae poco a poco en la miseria hasta llegar a la prostitución y la muerte. En este volumen el autor presenta a los personajes que siguen a Valjean, desde el principio hasta el final de sus aventuras.
La señora y el señor Thénardier carecen de honradez y representan la maldad en estado puro. Son dueños de una posada, donde el señor Thénardier presume de haber sido un héroe veterano durante la batalla de Waterloo, cuando en realidad mientras intentaba robar las pertenencias de los soldados caídos se topó con un oficial vivo, y por remordimientos le salvó (más tarde se hablará de la relevancia de este acto). Sin embargo, también son padres de Éponine, cuyo heroísmo se ilustra más adelante.
Javert, quien interpreta a la justicia, implacable y rígido, ha puesto todas sus energías en la ley, su religión. ¿Podemos creer que Valjean, convertido en Madeleine, se ha salvado y logrado reintegrarse en la sociedad? Victor Hugo no lo quiere. Para él, la honestidad es un compromiso. En virtud de una larga noche de vacilación, será compromiso de Madeleine rescatar a un pobre diablo, Champmathieu, identificado por error como Jean Valjean y condenado en su lugar. Todos los beneficios de su nueva posición ayudan al señor Madeleine, según Victor Hugo, la injusticia solo se hace para Champmathieu. Tras esto, Valjean escapa a la justicia, sin embargo, regresa clandestino a cumplir con una última promesa realizada en el momento de su muerte a Fantine, a quien había ayudado: debe salvar a Cosette, esclava del matrimonio Thénardier.

### Volumen II: Cosette
La parte II comienza con una narración sobre la batalla de Waterloo, y sirve de escenario para mostrar la conexión entre Thenardier y el padre de Marius. Después del episodio de Champmathieu, Valjean es capturado y condenado a trabajos forzados de por vida. Encarcelado en el puerto militar de Toulon rescata a un marinero atrapado en el aparejo de la nave. Los espectadores piden su liberación. Valjean finge su muerte al dejarse caer al mar. Las autoridades le dan por muerto. Viaja hasta la posada de los Thénardier en busca de Cosette. Al descubrir cómo tratan a la hija de la difunta Fantine, Valjean decide llevársela y adoptarla como su hija. Viven en los barrios parisinos más pobres hasta que son aceptados en un convento, al que llegan huyendo, una vez más, de Javert.

### Volumen III: Marius
Gavroche es un muchacho digno de ejemplo, aunque ha padecido hambre y pobreza, es gentil, generoso y con ideas revolucionarias. También es un hijo abandonado de los malvados Thénardier, los posaderos. Guillenormand es un señor de 90 años cuya hija se casó con un coronel que es dado por muerto en la batalla de Waterloo y que ha dejado a su mujer y a su hijo Marius, un joven con una visión distinta a la de su abuelo, que quiere pertenecer a grupos revolucionarios. 

### Volumen IV: El idilio de la calle Plumet y la epopeya de lacalle Saint-Denis
Jean Valjean se marcha del convento para no privar a Cosette de las libertades del mundo exterior y alquilan una pequeña casa. Un día, Marius ve a Cosette y se enamora de ella.

### Volumen V: Jean Valjean
El pueblo se rebela en junio de 1832. La novela sitúa el levantamiento en ocasión del entierro del general Jean Maximilien Lamarque. Valjean rescata a Marius malherido y lo lleva a casa de su abuelo. Le perdona la vida a Javert, quien le confiesa que lo ha estado persiguiendo y que no fue sincero cuando lo prometió. Por otro lado, Marius no quiere que Valjean siga visitando a Cosette, pues éste ya le había dicho que no era su verdadero padre, y deciden que las visitas serán cada vez más esporádicas con tal de que, con el tiempo, deje de verla.

## Análisis detallado

### Relación del texto con su contexto histórico
La restauración monárquica entre 1815 y 1848, con las revoluciones de 1830 y 1848 que contagiaron a toda Europa. El Segundo Imperio de Napoleón III, sobrino de Bonaparte, con quien se acentuó el proceso de industrialización y colonización. Y el establecimiento de la Tercera República en las últimas décadas del siglo.

### Contexto de la obra
En la segunda mitad del siglo XIX la sociedad no cambia de modo sustancial. Sin embargo, se aprecia una nueva actitud del autor, que afronta la realidad en lugar de huirle. La realidad es retratada como aparece y, por medio de la novela, se intenta criticarla desde dentro. Este paso del romanticismo al realismo se refleja en la literatura de la sociedad burguesa. En la base del Romanticismo se protestaba contra el mundo burgués. En el realismo, se mantienen y desarrollan ciertos aspectos del Romanticismo, como el interés por la naturaleza y el interés por lo regional y lo local, lo costumbrista. Sin embargo, se eliminan y depuran a su vez otros elementos. Se le pone freno a la imaginación, y todo lo fantástico se rechaza. Los personajes ya no son tan apasionados y se abandona el recuerdo de una época pasada.
Esta época posterior al Romanticismo se caracteriza por profundas transformaciones sociales: éxodo rural a las ciudades, gran crecimiento demográfico, una burguesía cada vez más conservadora. Es la época de la Revolución industrial en Inglaterra y algo después en otros países europeos, una época en la que se da un progreso técnico con nuevos inventos y un desarrollo de la industria y el comercio nunca visto.

### Tema
La obra muestra un excelente estudio de la sociedad en esa época; así como de las pasiones, caracteres y actos que en ella tienen lugar. Además se muestra la pobreza en el siglo XIX y el valor del perdón, con que rectificar trae un bienestar y una paz al alma y el amor por lo que nos rodea.

### Contexto histórico
Se menciona la batalla de Waterloo, la cual se desarrolló del 15 al 18 de junio de 1815.
Están los acontecimientos de su época como la Revolución francesa de 1789, el imperio napoleónico, la Restauración con Luis XVIII y Carlos X y la revolución de Julio que transfirió el poder a Luis Felipe de Orleans.
Se encuentra en una sociedad conservadora (muy arraigada a sus culturas y que no quiere admitir ningún cambio en su forma de vida) y clasista. En lo económico, originó pobreza a gran parte de la población y en lo político, descontento con la burguesía. La parte importante de la obra, es la gente, el pueblo, que tiene momentos bajos y momentos de gloria.
Uno de los grandes valores históricos de esta obra se encuentra en su retrato vivo del levantamiento republicano de 1832 en París, alrededor del cual gira buena parte del argumento. En ella se hace referencia explícita a los funerales del muy popular general Lamarque, que sirvieron de catalizadores a esta revolución que, como bien se aprecia en el texto, fue suprimida de manera sangrienta, lo que contribuyó al desprestigio de la monarquía liberal orleanista de Luis Felipe I.

### Génesis

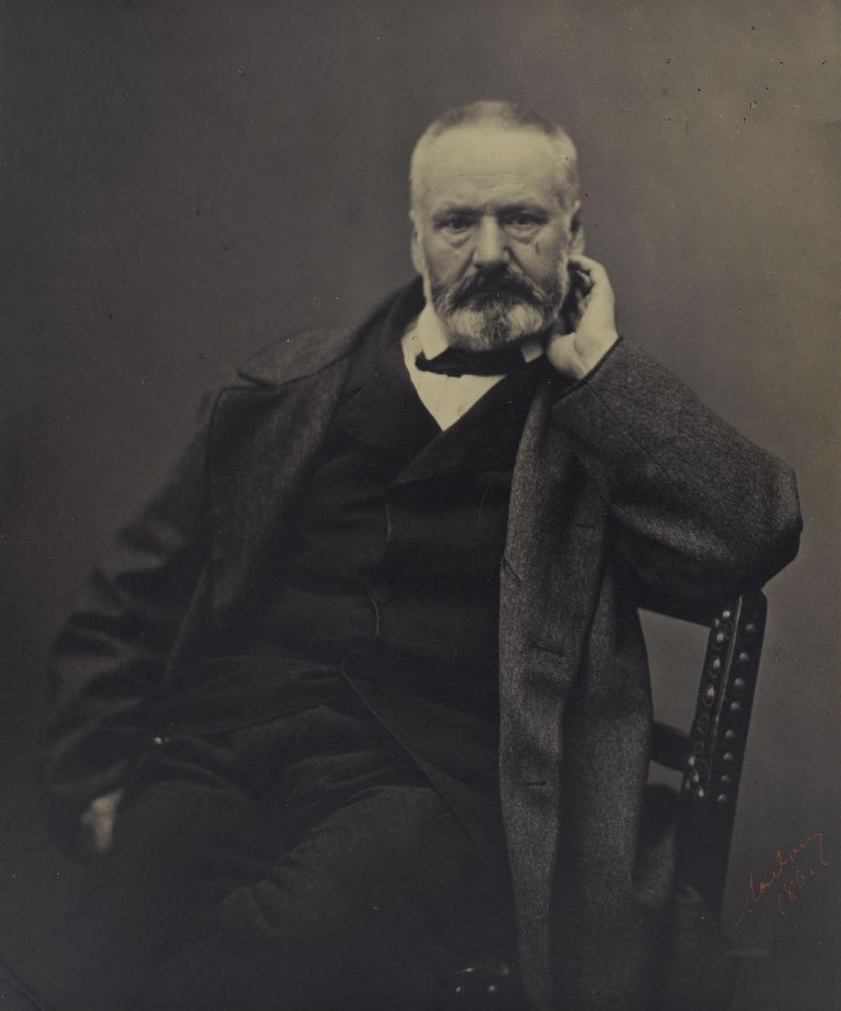
Victor Hugo fotografiado por Gilbert Louis Radoux el.

Preocupado por la adecuación entre la justicia social y la dignidad humana, Victor Hugo escribió en 1829 El último día de un condenado, largo monólogo y requisitoria contra la pena de muerte. Siguió en 1834 con Claude Gueux. En 1845, al tiempo que acababa de ser nombrado par de Francia por el rey Luis Felipe I, el pintor François-Auguste-Biard constató el flagrante delito de adulterio de su mujer Léonie con el poeta. Léonie fue encarcelada durante dos meses en la prisión de Saint-Lazare y luego enviada al convento agustino. Es este acontecimiento el que, según Sainte-Beuve, llevó a Victor Hugo a retirarse a su casa y a emprender un gran fresco épico que tituló al principio Les Misères, en el que el personaje principal se llamaba «Jean Tréjean». De ese 1845, datarían el único resto escrito conservado de lo que podría parecerse a la arquitectura sintética de un proyecto: 
- Historia de un santo
- Historia de un hombre
- Historia de una mujer
- Historia de una muñeca.[5]

Interrumpió su tarea en febrero de 1848, pero escribió en la misma época su Discours sur la misère («Discurso sobre la miseria», 1849). 
Durante su exilio, después de Contemplations (1856) y de La Légende des siècles (1859), se dedicó a Los miserables, en Guernesey en 1860. Sobre su manuscrito, escribió: «14 de febrero. Aquí, el par de Francia se para, y el proscrito continúa: 30 de diciembre de 1860. Guernesey». La obra se terminó y publicó a partir de finales de marzo de 1862 por el editor Albert Lacroix, quien dispuso de un colosal presupuesto de fabricación y lanzamiento, pues puso todas sus esperanzas en este trabajo.

### Inspiración
Los miserables es a la vez una novela de inspiración realista, épica y romántica, un himno al amor y una novela política y social. Novela realista, Les Misérables describe todo un universo de gentes humildes. Es una pintura muy precisa de la vida en la Francia y en el París pobre a comienzos del siglo XIX. Su éxito popular procede a veces del trazo grueso con el que son pintados los personajes.
Novela épica, Los miserables pinta al menos tres grandes frescos: la batalla de Waterloo (para el autor, el fin de la epopeya napoleónica, y el comienzo de la era burguesa; luego se da cuenta de que es republicano), los disturbios en París en junio de 1832, la travesía de las cloacas de París por Jean Valjean. La novela es también épica por la descripción de la lucha del alma: los combates de Jean Valjean entre el bien y el mal, su redención hasta la abnegación, el combate de Javert entre el respeto a la ley social y el respeto a la ley moral.
Los miserables es un himno al amor: amor cristiano sin concesiones de monseñor Myriel quien, al principio, exige su bendición del miembro de la convención G. (quizá inspirado por el abad Grégoire); amores decepcionados de Fantine y Éponine; amor paternal de Jean Valjean por Cosette; amor recíproco entre Marius y Cosette. Mas es también una página de la literatura francesa dedicada a la patria. Al momento de escribirlo, Victor Hugo estaba en el exilio. Ayudado desde Francia por sus amigos a los que encarga comprobar si tal esquina existe, transcribió en su novela la visión de los lugares que amó y que recuerda con nostalgia.
Pero la motivación principal de Victor Hugo es la defensa social. «Hay un punto en el que los infames y los desafortunados se mezclan y se confunden en una sola palabra, palabra fatal, los miserables; ¿de quién es la culpa?» Según Victor Hugo, es culpa de la miseria, de la indiferencia y de un sistema represivo despiadado. Idealista, Victor Hugo está convencido de que la educación, el acompañamiento y el respeto al individuo son las únicas armas de la sociedad que podrían evitar que el desafortunado se convierta en infame. La novela reflexiona sobre el problema del mal... Se encuentra que toda su vida, Hugo se vio enfrentado a la pena de muerte. De niño, vio a los cuerpos colgados exhibidos a los transeúntes, más tarde, vio las ejecuciones en la guillotina. Uno de los temas de la novela es pues «el crimen de la ley». Si el trabajo muestra cómo las coacciones sociales y morales podían llevar a los hombres a la decadencia si no se encontraba alguna solución de rehabilitación, sería sobre todo una inmensa esperanza en la generosidad humana de la que Jean Valjean sería el arquetipo. Casi todo el resto de los personajes encarnan la explotación del hombre por el hombre. El énfasis de Hugo es una llamada a la humanidad para que no deje de trabajar por tiempos mejores:

Mientras exista, por el hecho de las leyes y la moral, una condena social, creando artificialmente, en medio de la civilización, el infierno, y complicando con una fatalidad humana el destino que es divino; mientras no se resuelvan los tres problemas del siglo, la degradación del hombre por parte del proletariado, la decadencia de la mujer por el hambre, la atrofia del niño por la noche; siempre y cuando en algunas áreas sea posible la asfixia social; en otras palabras, y desde un punto de vista aún mayor, mientras haya ignorancia y miseria en la tierra, los libros de esta naturaleza pueden no ser inútiles.
Victor Hugo, Casa Hauteville, 1862.

### Influencias
Robert Laffont y Valentino Bompiani señalaron, en Le Nouveau Dictionnaire des œuvres de tous les temps, la presencia en Los miserables de la influencia de Balzac (La comedia humana), de Eugène Sue (Los misterios de París) y de los folletines.
La intertextualidad de la obra de Balzac en la de Victor Hugo es señalada por numerosos analistas. Victor Hugo se refiere, en varias ocasiones en la novela, al universo de Balzac, que fue un contemporáneo con el cual los intercambios fueron numerosos. Se reconoce de modo notable El cura de pueblo con el que monseñor Myriel presenta puntos en común. Es evidente el parentesco entre Vautrin y Jean Valjean (el segundo sería el reverso positivo del otro), el mundo y las costumbres de los condenados se describen en Esplendores y miserias de las cortesanas, el estudio intertextual de Los miserables revela que el convicto también se alimenta de otro personaje de Balzac, Farrabesche.
Según Évelyne Pieiller, Los misterios de París, novela folletinesca exitosa publicada en 1842-1843, con sus descripciones de los bajos fondos parisinos, abre el camino a la obra de Victor Hugo. Victor Hugo le rinde homenaje en otro lugar de su novela y sigue en ifual mismo, atacando la injusticia social.
Victor Hugo se inspiró en todo lo que vio y escuchó, que anotó en sus cuadernos. Así, el 22 de febrero de 1846, cuenta que vio a un hombre desafortunado llevado por dos gendarmes después de haber sido acusado de robar un pan. «Este hombre», dijo, «ya no era para mí un hombre, era el espectro de la miseria». Se trata de la inspiración del futuro Jean Valjean. En diciembre, presencia un altercado entre una anciana y un niño que pudo hacerle pensar en Gavroche. En cuanto a Fantine, podría haberse inspirado por una «niña», como se dijo en ese momento, que él defendió una noche de enero de 1841 –con riesgo de dañar su reputación– cuando por una injusta acusación fue arrastrada a la comisaría con la amenaza de pasar seis meses en prisión·. Se informó mucho visitando la Conciergerie en París en 1846 y Waterloo. El 20 de mayo de 1861, escribió a su hijo François-Victor: «Aquí estoy cerca de Waterloo. Solo tendré una palabra que decir en mi libro, pero quiero que esa palabra sea la correcta. Entonces vine a estudiar esta aventura sobre el terreno, y confrontar la leyenda con la realidad. Lo que diré será verdad. Probablemente será mi verdadero yo. Pero cada uno puede dar la realidad que tiene». Recopiló información sobre algunas industrias, sobre los salarios y el coste de la vida para las clases bajas. Le pidió a sus amantes Léonie d’Aunet y Juliette Drouet que le enseñaran sobre la vida de los conventos.
Las relaciones entre Victor Hugo y el universo de la novela-folletín son más conflictivos. No quiso que Los miserables se publicara en serial, como era costumbre en muchas novelas populares, porque estaba en conflicto con el poder gobernante y condena la censura de la prensa por parte del poder. Exigió que se publicara en un formato barato, accesible. Por otro lado, encontró que el estilo de las novelas-folletín a menudo estaba poco trabajado.
Los miserables apareció, sin embargo, como folletín en Le Rappel en 1888.
Al fin, hombre de su tiempo escribiendo una historia contemporánea, Victor Hugo se inspira en las figuras de su época para esbozar sus personajes. Las Memorias de Vidocq, aparecidas en 1828, que inspiraron a Balzac el personaje de Vautrin, parece estar en parte en los dos personajes antagonistas que son Jean Valjean y Javert. El primero correspondería a Vidocq el exconvicto y el segundo a Vidocq, jefe de seguridad de la prefectura de Policía; es, al menos, una observación hecha por muchos estudios · ·. Sin embargo, Victor Hugo nunca reconoció la influencia de Vidocq en la creación.
Le gustaba deslizar en el texto alusiones muy personales. Lo mismo ocurre con sus amantes: Juliette Drouet inspiró el nombre de la «madre de los ángeles (Mlle Drouet), que había estado en el convento de las Hijas de Dios» (Segunda parte, libro VI, capítulo VII); el calvario de  Blaru (Quinta parte, libro V, capítulo IV) recuerda el seudónimo Thérèse de Blaru, con el cual Léonie d'Aunet firmó sus libros. Más íntima aún, la fecha del 16 de febrero de 1833, la noche de bodas de Cosette y Marius (Quinta parte, libro VI, capítulo I), fue en la que Juliette Drouet se entregó a Victor por primera vez.

## Personajes
Principales
- Jean Valjean (también conocido como Monsieur Madeleine, Ultime Fauchelevent, Monsieur Leblanc, y Urbain Fabre) – El protagonista de la novela. Condenado por robar un pan para alimentar a los siete hijos de su hermana, que se morían de hambre, es condenado a cinco años de prisión, pero no sale hasta diecinueve años después (tras cuatro intentos infructuosos de huir que añadieron doce años a su condena y resistirse durante la segunda fuga añadió otros dos años extra). Rechazado por la sociedad por ser un exconvicto, conocerá al obispo Myriel, quien le hace cambiar de vida al mostrarle misericordia y animarle a convertirse en un hombre nuevo. Mientras se sienta y reflexiona sobre lo que había dicho el obispo, pisa una moneda de cuarenta sous tirada por un joven vagabundo. Valjean amenaza al chico con su palo cuando el chico intenta sacarle de sus reflexiones y recuperar su dinero. Le dice su nombre a un sacerdote que pasa, y el nombre del chico, y esto permite a la policía acusarle de robo a mano armada, una sentencia que, si le atraparan de nuevo, le condenaría a prisión de por vida. Asume una nueva identidad (Monsieur Madeleine) para vivir una vida honesta. Introduce nuevas técnicas de manufactura y con el tiempo construye dos fábricas y se convierte en uno de los hombres más ricos de la región. Por aclamación popular, se convierte en alcalde. Se enfrenta a Javert por el castigo a Fantine, se entrega a la policía para salvar a otro hombre de la prisión perpetua, y rescata a Cosette de los Thénardier. Descubierto por Javert en París debido a su generosidad con los pobres, se fuga pasando varios años en un convento. Salva a Marius de la detención y probable muerte en las barricadas, revela su identidad a Marius y Cosette después de su boda, y se reúne con ellos justo antes de su muerte, habiendo mantenido su promesa al obispo y a Fantine, cuya imagen es la última cosa que ve antes de morir.
- Cosette (Eufrasia, Euphrasie, también conocida como «la alondra», Mademoiselle Lanoire, Ursula) – La hija ilegítima de Fantine y Tholomyès. Desde los tres años hasta los ocho, es maltratada y obligada a trabajar para los Thénardier. Después de que muriera su madre Fantine, Valjean rescata a Cosette de los Thénardier y cuida de ella como si fuera su hija. La educan en el convento unas monjas de París. Crece para convertirse en una joven muy hermosa. Se enamora de Marius Pontmercy y se casa con el casi al final.
- Marius Pontmercy – Un joven estudiante de Derecho asociado apenas con los Amigos del ABC. Comparte los principios políticos de su padre y tiene una tempestuosa relación con su abuelo, monárquico, Monsieur Gillenormand. Se enamora de Cosette y lucha en las barricadas cuando cree que Valjean se la ha llevado a Londres. Después de casarse con Cosette, reconoce que Thénardier es un estafador y le paga para que abandone Francia.
- Fantine – Una bella grisette parisina abandonada por su amante Félix Tholomyès, con una niña pequeña. Fantine deja a su hija Cosette al cuidado de los Thénardier, taberneros en el pueblo de Montfermeil. Mme. Thénardier mima a sus propias hijas y abusa de Cosette. Fantine encuentra trabajo en la fábrica de Monsieur Madeleine. Analfabeta, hace que otros escriban cartas a los Thénardier en su nombre. Una supervisora femenina descubre que es madre soltera y la despide. Para cumplir con las repetidas demandas de dinero que le hacen los Thénardier, vende su cabello y sus dos dientes delanteros, y acaba prostituyéndose. Enferma. Valjean descubre sus apuros cuando Javert la arresta por atacar a un hombre que la insultó y lanzó nieve a su espalda, y la envía a un hospital. Cuando Javert se enfrenta a Valjean en su habitación de hospital, porque su enfermedad la ha debilitado, muere conmocionada cuando Javert revela que Valjean es un convicto y que no le ha llevado a su hija Cosette (después de que el doctor la animara a creer que la reciente ausencia de Valjean era debida a que iba en busca de su hija para traérsela).
- Javert – Un inspector de policía fanático obsesionado con encontrar al prófugo Valjean. Nacido en prisión, de un padre convicto y una madre que dice la buenaventura, renuncia a ambos y empieza a trabajar como guarda en la prisión, incluyendo un período como supervisor del grupo de encadenados del que forma parte Valjean (y aquí es testigo directo de la enorme fuerza de Valjean y cuál es su aspecto). Con el tiempo, se une a la fuerza policial en una pequeña ciudad conocida solo como M____-sur-M__. Arresta a Fantine y entra en conflicto con Valjean/Madeleine, quien le ordena que la libere. Valjean despide a Javert frente a su brigada y Javert, buscando venganza, le dice al Inspector de la Policía que ha descubierto a Valjean. Le dicen que debe estar equivocado, pues acaban de arrestar a un hombre que se cree que es Valjean. Le pide a M. Madeline que le despida con deshonor, pues no puede ser más benévolo con él que con otros. Cuando el auténtico Valjean se entrega, Javert es promocionado a la fuerza policial de París donde él arresta a Valjean y lo devuelve a prisión. Después de que Valjean se vuelva a escapar, Javert intenta, en vano, un nuevo arresto. Después casi lo vuelve a capturar en la casa de Gorbeau cuando arresta a los Thénardier y a Patron-Minette. Más tarde, mientras trabaja encubierto detrás de la barricada, se descubre su identidad. Valjean finge ejecutar a Javert, pero lo libera. Cuando Javert se encuentre otra vez con Valjean emergiendo de las alcantarillas, le permite hacer una breve visita a su casa y luego se marcha andando, en lugar de arrestarlo. Javert no puede reconciliar su devoción a la ley con su reconocimiento de que el cumplimiento de la ley es inmoral. Después de escribirle una carta al prefecto de policía resumiendo las sórdidas condiciones de las prisiones y los abusos a los que son sometidos los prisioneros, se suicida lanzándose al Sena.
- Éponine (la chica Jondrette) – Hija mayor de los Thénardier. De niña, es mimada por sus padres, pero acaba siendo una golfilla de la calle cuando alcanza la adolescencia. Participa en los crímenes de su padre y comienza a idear timos para hacerse con dinero. Está enamorada de Marius. A petición de éste, encuentra la casa de Valjean y Cosette y entristecida lo lleva allí. También evita que su padre, Patron-Minette, y Brujon roben la casa durante una de las visitas de Marius para ver a Cosette. Disfrazada de chico, manipula a Marius para que vaya a las barricadas, confiando en que ella y Marius mueran allí juntos. Queriendo morir antes que Marius, alza la mano para impedir que un soldado le pegue un tiro a él; la hieren de muerte cuando la bala atraviesa su mano y su espalda. Mientras está moribunda, confiesa todo a Marius, y le entrega una carta de Cosette. Su última petición a Marius es que una vez que ella muera, la bese en la frente. Él cumple su deseo no por sentimientos románticos, sino por la lástima que le da la dura vida que ha tenido.
- Gavroche – El hijo mediano, no amado, el mayor de los niños, de los Thénardier. Vive independiente como niño de la calle, duerme dentro de la estatua del elefante en el exterior de la Bastilla. Por un tiempo se hace cargo de sus dos hermanos menores, sin ser consciente de que son sus parientes. Lucha en las barricadas, y muere mientras recoge balas de los Guardias Nacionales muertos.
- Monsieur Thénardier y Madame Thénardier (conocidos como los Jondrette, M. Fabantou, M. Thénard. En alguna traducción ella aparece como la Thenardiess) – Esposo y esposa, padres de cinco hijos: dos hijas, Éponine y Azelma, y tres hijos, Gavroche y dos menores. Como taberneros, abusan de Cosette de niña y extorsionan a Fantine para que pague su supuesto mantenimiento, hasta que Valjean se lleva a Cosette. Quiebran y se reubican bajo el nombre de Jondrette en una casa de París llamada la casa Gorbeau, en una habitación pegada a Marius. El esposo se relaciona con un grupo criminal llamado «los Patron-Minette», y conspira para robar a Valjean hasta que él es frustrado por Marius. Javert arresta a la pareja. La esposa muere en la cárcel. Su esposo intenta chantajear a Marius con su conocimiento del pasado de Valjean, pero Marius le paga para que abandone el país y se convierte en comerciante de esclavos en los Estados Unidos.
- Enjolras – El líder de los Les Amis de l'ABC (Amigos del ABC) en el alzamiento de París. Está muy comprometido con los principios republicanos y la idea del progreso. Es ejecutado, junto a Grantaire, por los Guardas Nacionales después de caer la barricada.
- Obispo Myriel – El obispo de Digne (nombre completo Charles-François-Bienvenu Myriel, llamado Monseigneur Bienvenu) – Un bondadoso y viejo sacerdote promovido a obispo después de un encuentro casual con Napoleón. Después de que Valjean le robe algo de plata, salva a Valjean del arresto y le inspira para que cambie de vida.
- Grantaire – Grantaire (o «R») fue un estudiante revolucionario con escaso interés por la causa. Reverencia a Enjolras, y su admiración es la principal razón que tiene para pasar el tiempo con Les Amis de l'ABC (Los amigos del ABC), a pesar del ocasional desprecio de Enjolras hacia él. Grantaire está a menudo borracho e inconsciente en la mayor parte de la rebelión de junio. Él y Enjolras son ejecutados por la Guardia Nacional después de que caiga la barricada.

Amigos del ABC
Un club estudiantil revolucionario. En francés, las letras «ABC» se pronuncian igual que la palabra francesa abaissés, «los humillados».
- Bahorel – Un dandy y un haragán de procedencia campesina, bien conocido en los cafés de estudiantes de París.
- Combeferre – Un estudiante de medicina que se describe como representativo de la filosofía de la revolución.
- Courfeyrac  – Un estudiante de derecho a quien se describe como el centro del grupo de Amigos. Es honrado y cálido y es el compañero más cercano a Marius.
- Enjolras – El líder de los Amigos. Un joven carismático y resuelto, partidario del progreso.
- Feuilly – Un fabricante de abanicos huérfano autodidacta, aprendió por sí mismo a leer y escribir. Es el único de los Amigos que no es un estudiante.
- Grantaire – Un borracho poco interesado en la revolución. A pesar de su pesimismo, al final se declara creyente en la República, y muere junto a Enjolras.
- Jean Prouvaire (también Jehan) – Un romántico que sabe italiano, latín, griego y hebreo, y está interesado en la Edad Media.
- Joly – Un estudiante de medicina que tiene inusuales teorías sobre la salud. Es un hipocondríaco y se le describe como el más feliz de los Amigos.
- Lesgle (también Lègle, Laigle, L'Aigle [El águila] o Bossuet) – El de más edad dentro del grupo. Considerado muy desfortunado, Lesgle empieza a quedarse calvo a los veinticinco años. Es Lesgle quien presenta a Marius a los Amigos.

Secundarios
- Azelma – La segunda hija de los Thénardier. Como su hermana Éponine, la miman de pequeña, y queda empobrecida de mayor. Es cómplice del fallido robo de su padre a Valjean. El día de la boda de Marius y Cosette, sigue a Valjean por orden de su padre. Viaja a América con su padre al final.
- Bamatabois – Un haragán que acosa a Fantine. Más tarde, es jurado en el juicio de Champmathieu.
- (Mlle) Baptistine Myriel – Hermana del obispo Myriel. Ama y venera a su hermano.
- Blachevelle – Un rico estudiante en París originario de Montauban. Es un amigo de Félix Tholomyès y tiene una implicación romántica con Favourite, amiga de Fantine.
- Bougon, Madame (Ma'am Burgon) – Ama de llaves en la casa de Gorbeau.
- Brevet – Un exconvicto de Tolón que conoció allí a Valjean; liberado un año después de Valjean. En 1823, cumple condena en Arras por un delito no especificado. Es el primero en decir que Champmathieu es Valjean. Suele vestir tirantes tricotados a cuadros.
- Brujon – Ladrón y criminal. Participa en delitos con M. Thénardier y el grupo Patron-Minette (como el robo de Gorbeau y el intento en la calle Plumet). El autor describe a Brujon como «un tipo joven y alegre, muy astuto y muy hábil, con una apariencia agitada y quejumbrosa».
- Champmathieu – Un vagabundo al que confunden con Valjean después de que le pillaran robando manzanas.
- Chenildieu – Un condenado a cadena perpetua de Tolón. Él y Valjean están encadenados juntos durante cinco años. Una vez intentó, sin éxito, eliminar su marca como condenado a cadena perpetua, TFP («travaux forcés à perpetuité», «trabajos forzosos a perpetuidad») poniendo su hombro sobre un escalfador lleno de ascuas. Se le describe como un hombre pequeño, nervioso pero enérgico.
- Cochepaille – Otro condenado a perpetuidad de Tolón. Era un pastor de los Pirineos que se convirtió en contrabandista. Se le describe como alguien estúpido que lleva un tatuaje en su brazo, 1 Mars 1815.
- Coronel Georges Pontmercy – Padre de Marius y oficial en el ejército napoleónico. Herido en Waterloo, Pontmercy cree por error que M. Thénardier salvó su vida. Habla a Marius de esta gran deuda. Ama a Marius y aunque M. Gillenormand no le permite visitarlo, se esconde tras un pilar en la iglesia los domingos, de manera que al menos pueda ver a Marius desde la distancia. Napoleón lo convirtió en barón, pero el régimen que lo sucedió rechazó reconocerle la baronía o su estatus como coronel, en lugar de ello se refieren a él solo como comandante. El libro lo llama «El coronel».
- Dahlia – Una joven grisette en París y miembro del grupo de amigas costureras de Fantine junto con Favourite y Zéphine. Se implica románticamente con el amigo de Félix Tholomyès llamado Listolier.
- Fameuil – Un estudiante rico en París originario de Limoges. Es un amigo de Félix Tholomyès y se relaciona románticamente con Zéphine, amiga de Fantine.
- Fauchelevent – Un empresario fracasado a quien Valjean (como M. Madeleine) salva de ser aplastado por un carruaje. Valjean le consigue trabajo como jardinero en un convento de París, donde Fauchelevent más tarde proporcionará santuario para Valjean y Cosette y permite a Valjean hacerse pasar por su hermano.
- Favourite – Otra joven grisette parisina, líder del grupo de costureras amigas de Fantine (que incluye a Zéphine y Dahlia). Es independiente y bien versada en las costumbres del mundo, y antes estuvo en Inglaterra. Aunque no puede soportar a Blachevelle, amigo de Félix Tholomyès y está enamorada de otro, soporta una relación con él de manera que pueda disfrutar de los beneficios de cortejar a un hombre rico.
- Listolier – Un estudiante rico en París originario de Cahors. Es amigo de Félix Tholomyès y se relaciona románticamente con la amiga de Fantine llamada Dahlia.
- Mabeuf – Un sacristán viejo, amigo del coronel Pontmercy, quien después de la muerte del coronel se hace amigo de su hijo Marius y le ayuda a darse cuenta de que su padre lo amaba. A Mabeuf le gustan las plantas y los libros, pero vende sus libros y láminas para pagar el cuidado médico de un amigo. Cuando Mabeuf encuentra un bolso en su jardín, lo lleva a la policía. Después de vender su último libro, se une a los estudiantes en la insurrección. Le matan de un tiro cuando alzaba la bandera en lo alto de la barricada.
- Mademoiselle Gillenormand – Hija de M. Gillenormand, con quien ella vive. Su difunta medio hermana (la hija de M. Gillenormand de otro matrimonio), fue la madre de Marius.
- Magloire, Madame – Criada doméstica del obispo Myriel y su hermana.
- Magnon – Antigua criada de M. Gillenormand y amiga de los Thénardier. Ha estado recibiendo pagos por alimentos de M. Gillenormand para sus dos hijos ilegítimos, quien ella pretendía que fueron hijos de él. Cuando sus hijos mueren en una epidemia, hace que sean reemplazados por los dos hijos menores de los Thénardier, de manera que mantenga esos ingresos. Los Thénardier consiguen una parte de los pagos. Es mal arrestada por implicación en el robo de Gorbeau.
- Monsieur Gillenormand – Abuelo de Marius. Un monárquico, discrepa de todas las ideas políticas de Marius, y tienen varias discusiones. Intenta que a Marius no lo influya su padre, el coronel Georges Pontmercy. Aunque estén en perpetuo conflicto por las ideas, ilustra su amor por su nieto.
- Madre Innocente (antes, Marguerite de Blemeur) – La priora del convento de Petit-Picpus.
- Patron-Minette – Un cuarteto de bandidos que ayudan a la emboscada de los Thénardier de Valjean en la casa de Gorbeau y el intento de robo en la calle Plumet. La banda está formada por Montparnasse, Claquesous, Babet, y Gueulemer. Claquesous, quien escapó del carruaje que lo llevaba a la cárcel después del robo de Gorbeau, se une a la revolución bajo el nombre de «Le Cabuc» y lo ejecuta Enjolras por disparar a civiles.
- Petit Gervais – Un niño saboyardo vagabundo a quien se le cae una moneda. Valjean, un hombre aún con mentalidad criminal, la pisa y rechaza devolvérsela.
- Hermana Simplice – Una monja famosa por su sinceridad que cuida de Fantine en su enfermedad y miente a Javert para proteger a Valjean.
- Félix Tholomyès – Amante de Fantine y padre biológico de Cosette. Un estudiante egocéntrico y rico, de París, originario de Toulouse, con el tiempo abandona a Fantine cuando su hija tiene dos años de edad.
- Toussaint – Criada de Valjean y Cosette en París. Tiene cierto tartamudeo.
- Dos niños pequeños – Los dos hijos menores de los Thénardier, sin nombre, a los que sus padres envían a Magnon para reemplazar a sus dos hijos muertos. Viviendo en la calle, encontrarán a Gavroche, quien no es consciente de que son sus hermanos, pero los trata como si lo fueran. Después de la muerte de Gavroche, recogen pan arrojado por un burgués a los gansos en una fuente en el jardín de Luxemburgo.
- Zéphine – Otra joven grisette parisina y miembro del grupo de amigas costureras de Fantine junto con Favourite y Dahlia. Se implica románticamente con el amigo de Félix Tholomyès llamado Fameuil.

El narrador
Hugo no da un nombre al narrador y permite al lector identificar al narrador con el autor de la novela. El narrador en ocasiones se introduce en la narración o relata hechos fuera de la época para enfatizar que relata acontecimientos históricos, no solo ficción. Introduce su relato de Waterloo con varios párrafos describiendo el reciente acercamiento del narrador al campo de batalla: «El año pasado (1861), una bella mañana de mayo, un viajero, la persona que está contando esta historia, venía de Nivelles ...» El narrador describe cómo un «observador, un soñador, el autor de este libro» durante la lucha callejera de 1832 fue atrapado en un fuego cruzado: «Todo lo que tenía para protegerlo de las balas era el resalte de las dos semicolumnas que separan las tiendas; permaneció en esta delicada situación durante casi media hora». En un punto, se disculpa por entrometerse — «El autor de este libro, que lamenta la necesidad de mencionarse a sí mismo» — para pedir la comprensión del lector cuando él describe «el París de su juventud ... como si aún existiera». Esto introduce una reflexión sobre los recuerdos de lugares pasados que sus lectores contemporáneos reconocerían como un autorretrato escrito desde el exilio: «has dejado parte de tu corazón, de tu sangre, de tu alma, en esas aceras». Describe otra ocasión cuando un disparo de bala «perforó una bacia de bronce suspendida ... sobre la tienda del peluquero. Esta bacia perforada aún se podía ver en 1848, en la calle del Contrat-Social, en la esquina de los pilares del mercado». Como prueba de los dobles agentes de la policía en las barricadas, escribe: «El autor de este libro ha tenido en sus manos, en 1848, el informe especial sobre este tema realizado para el Prefecto de Policía en 1832».

## Recepción contemporánea

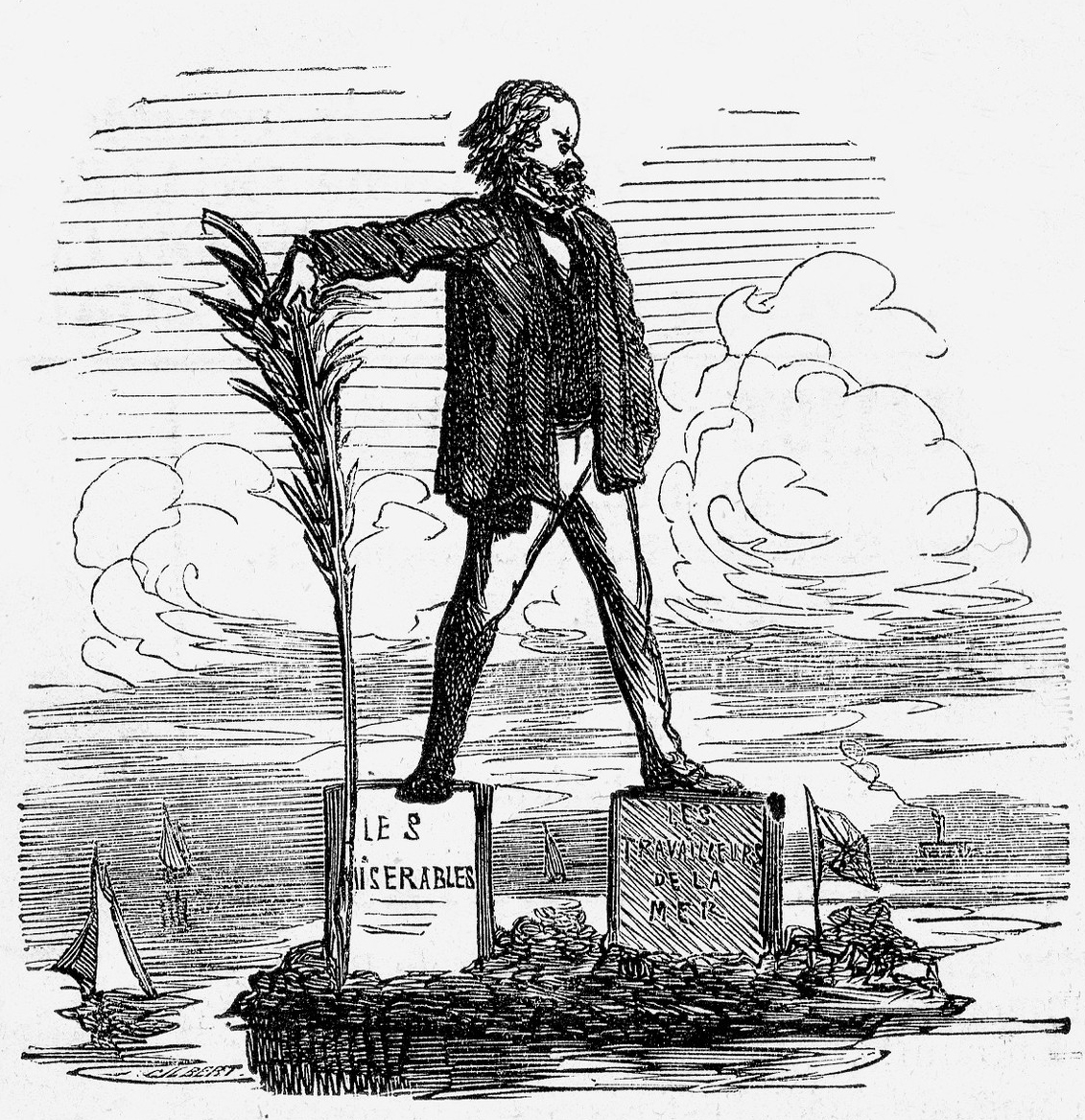
«La isla de Guernesey no tiene nada que envidiar a la isla de Rodas; ella también tiene su coloso.»
Victor Hugo encaramado en los volúmenes de los Misérables y de los Travailleurs de la mer, ilustración de Cham, Le Charivari,.

La aparición de la novela fue un acontecimiento muy esperado, pues Victor Hugo estaba considerado uno de los poetas más destacados de Francia a mediados del siglo XIX. El New York Times anunció la publicación ya en abril de 1860. Hugo prohibió a su editorial que dieran una sinopsis de la historia y rechazó autorizar la publicación de extractos como adelantos. Les ordenó que se basaran en su éxito anterior y les sugirió este enfoque: «Los que Victor H. hizo para el mundo gótico en Notre-Dame of Paris [El jorobado de Notre Dame], lo consigue para el mundo moderno en Les Miserables». Una campaña publicitaria masiva precedió al lanzamiento de los dos primeros volúmenes de Les Misérables en Bruselas el 30 o el 31 de marzo por la Ediciones Albert Lacroix, Verboeckhoven et Cie, y en París el 3 de abril de 1862, un gran esfuerzo publicitario, extractos de partes escogidas en los periódicos y críticas elogiosas. Las partes dos y tres aparecieron el 15 de mayo de 1862, las partes IV y V el 30 de junio. En aquella época, Victor Hugo estaba considerado como uno de los primeros literatos del siglo y el público se lanzó a leer su novela.
Las reacciones de la crítica fueron muy diversas, a menudo negativas. Algunos críticos encontraron el tema inmoral, otros se quejaban del exceso de sentimentalismo, otros se inquietaban por su aparente simpatía hacia los revolucionarios. L. Gauthier escribió en Le Monde el 17 de agosto de 1862: «Uno no puede leerlo sin un invencible disgusto para todos los detalles que el señor Hugo da en relación con la exitosa planificación de disturbios». Sainte-Beuve se lamenta: «El gusto del público está decididamente muy enfermo. El éxito de Los miserables ha causado y seguirá causando estragos más allá de lo que uno puede temer». A pesar de ello, concede que «su novela […] es todo lo que queremos, para lo bueno, para lo malo, para lo absurdo; pero Hugo, ausente y exiliado durante 11 años, hizo un acto de presencia, fuerza y juventud. Solo este hecho es ya un gran éxito». Reconoce al fin a Hugo esta cualidad suprema: «Lo que inventa falso y absurdo, lo hace ser y parecer a todos los ojos». Los hermanos Goncourt juzgaron a la novela artificial y decepcionante. Señalan que el libro fue «una gran decepción». Explican: «Título injustificado: sin miseria, ni hospital, prostituta rozada. Nada vivo: los personajes son de bronce, de alabastro, de todo, excepto de carne y hueso. La falta de observación estalla y hiere en todas partes». Y luego, añaden, «es suficientemente divertido, gana doscientos mil francos [...] ¡apiadándose de las miserias del pueblo!» 
Flaubert no encontró «verdad ni grandeza» en ella. Se quejaba de que los personajes eran crudos estereotipos que «hablan todos muy bien – pero todos de la misma manera». Consideraba que era un esfuerzo «infantil» y que ponía fin a la carrera de Hugo como «la caída de un dios». En una crítica de periódico, Charles Baudelaire alabó el éxito de Hugo a la hora de centrar la atención del público en problemas sociales, alabando en particular el capítulo «Tempestad sobre un cráneo», aunque creía que semejante propaganda era lo opuesto al arte. En privado, en una carta a su madre, la calificó como «libro repulsivo e inepto» (livre immonde et inepte). Lamartine condenó las impurezas del lenguaje, el cinismo y la demagogia: 

Les Misérables son un talento sublime, una honesta intención y un libro muy peligroso de dos maneras: no solo hace temer demasiado a los afortunados, sino que parece dar demasiada esperanza a los desafortunados

. Este miedo es compartido por Barbey d'Aurevilly quien estigmatiza al 

libro más peligroso de su tiempo

. En una carta a su hijo en julio de 1862, Dumas padre lamenta que el libro sea «todo a la vez una obra aburrida, con un plan mal soñado, y fracasado en su resultado», añadiendo: «Cada volumen comienza por una montaña y acaba con un ratón». El obispo Louis-Gaston de Ségur escribe una crítica sobre Victor Hugo y «su infame libro de los miserables [que] le ha reportado quinientos mil francos de golpe». En diciembre de 1872 el autor no dejará de enviarle una respuesta vitriólica.
La iglesia católica prohibió el libro, incluyéndolo en el Index Librorum Prohibitorum.
La obra fue un éxito comercial y ha sido un libro popular desde que se publicó. Traducida ese año, gracias a los esfuerzos de Albert Lacroix que abre filiales en Europa, apareció en otros idiomas, incluyendo el italiano, el griego y el portugués, demostrando ser popular no solo en Francia, sino en el extranjero. ·. Impaciente por conocer la primera reacción de los lectores ingleses, Victor Hugo envió a sus editores ingleses Hurst & Blackett un telegrama cuyo contenido se resume en una « ? ». La respuesta de sus corresponsales fue no menos lacónica: « ! »  ·.
El propio autor dio gran importancia a esta novela. En junio de 1861, informa a su hijo François-Victor que ha terminado la obra y afirma: «Puedo morir» («Je peux mourir»). Escribió en marzo de 1862, a su editor Lacroix: «Mi convicción es que este libro será una de las principales cumbres, si no la principal, de mi obra».

## Cita
El humano sometido a la necesidad extrema es conducido hasta el límite de sus recursos y al infortunio para todos los que transitan por este camino.

Trabajo y salario, comida y cobijo, coraje y voluntad, para ellos todo está perdido. La luz del día se funde con la sombra y la oscuridad entra en sus corazones; y en medio de esta oscuridad el hombre se aprovecha de la debilidad de las mujeres y los niños y los fuerza a la ignominia. Luego de esto cabe todo el horror. La desesperación encerrada entre unas endebles paredes da cabida al vicio y al crimen...

Parecen totalmente depravados, corruptos, viles y odiosos; pero es muy raro que aquellos que hayan llegado tan bajo no hayan sido degradados en el proceso, además, llega un punto en que los desafortunados y los infames son agrupados, fusionados en un único mundo fatídico.

Ellos son "Los Miserables", los parias, los desamparados.
Victor Hugo, Los Miserables

## Adaptaciones
Los miserables ha sido una obra adaptada en multitud de ocasiones.

### Música
- La obra musical Con afectos de júbilo y gozo, del compositor español Manuel de Falla, publicada durante su etapa parisina, está inspirada en Los miserables.

- Destaca además el musical de esta novela con música compuesta por Alain Boublil y Claude-Michel Schönberg. Primero se estrenó en Francia y posteriormente en versión inglesa en Londres, con letras de Herbert Kretzmer.[60] La versión en castellano de este musical fue estrenada con un éxito clamoroso en 1992 en el Teatro Nuevo Apolo de Madrid y constituyó el comienzo de una época dorada para el teatro musical en España. En él destacaron intérpretes como Pedro Ruy-Blas (Valjean), Miguel del Arco (Javert) Carlos Marín (Marius), Pedro Pomares (alternante de Jean Valjean y Obispo Lesgles), Gema Castaño (Fantine), Joan Crossas (Thenardier), Margarita Marbán (Eponine), Enrique del Portal (Enjolras), Jordi Fusalba (Grantaire), Joe Luciano (Capataz-Combeferre) y Ángela Muro (Chica de la Fábrica) entre otros.

- Con motivo del 25º aniversario del estreno del musical, Cameron Mackintosh produjo una nueva versión que fue estrenada en el O2 Arena con un adolescente reconocido mundialmente, Nick Jonas, que forma parte de la banda Jonas Brothers, participando como Marius. Esta nueva versión se estrenó en España en Madrid en 2010, y fue la primera ciudad, incluso antes que Nueva York en representarla. El éxito en España fue rotundo, ya que consiguió más de 500.000 espectadores sumando las dos temporadas que se representaron entre el Teatro Lope de Vega en Madrid y el Teatro BTM de Barcelona. En esta nueva adaptación de Cameron Mackintosh destacaron las actuaciones de los intérpretes Gerónimo Rauch (Valjean), quien protagonizó después este mismo musical en el West End Londinense, Ignasi Vidal (Javert), David Ordinas (Obispo de Lesgles y Cover de Javert), Talía del Val (Cosette), Lydia Fairen (Éponine), Virginia Carmona (Fantine), Daniel Diges (Enjolras), Guido Balzaretti (Marius), Enrique del Portal (Thenardier), Eva Diago (Madame Thenardier) o Víctor Díaz (capataz), entre otros.

- El 17 de octubre se estrenó en Santander la gira 2013/14 que recorrió 20 ciudades españolas, con Nicolás Martinelli (Jean Valjen), Ignasi Vidal (Javert), Elena Medina (Fantine), Carlos Solano (Enjolras), Guido Balzaretti (Marius), Talia Del Val (Cosette), Lydia Fairén (Eponine), Eva Diago (Madame Thenardier) y Armando Pita (Monsieur Thenardier).

### Cine y televisión
La historia ha sido llevada al cine varias veces, por primera vez en 1907 con una versión muda. Aquí se listan obras derivadas llevadas al cine y la televisión.
- Los Miserables (Francia, 1958)
  - Dirección: Jean-Paul Le Chanois
  - Guion: Michel Audiard y René Barjavel
  - Fecha de estreno: 12 de marzo de 1958 (Francia)
  - Género: Drama
  - Reparto:
    - Jean Gabin	 ...	Jean Valjean / Champmathieu
    - Bernard Blier	 ...	Javert (padre e hijo)
    - René Fleur	         ...	El cardenal
    - Julienne Paroli	 ...	Madame Magloire
    - Fernand Ledoux	 ...	Monseigneur Myriel
    - Martine Havet	 ...	Cosette a los 8 años
    - Béatrice Altariba	 ...	Cosette
    - Silvia Monfort ... Éponine
    - Giani Esposito ... Marius

  - Música original: Georges van Parys
  - Fotografía: Jacques Natteau

- Raymond Bernard, en 1934, dirigió en Francia una versión de la obra con Harry Baur, Charles Vanel, Marguerite Moreno, Paul Azaïs, Max Dearly y Charles Dullin en los principales papeles.

- En 1935, Richard Boleslawski, para la 20th Century Fox, y con guion de W.P. Lipscomb, rueda una versión con Fredric March (Jean Valjean), Charles Laughton (Javert), Rochelle Hudson (Cosette), Frances Drake (Eponine), John Beal (Marius) y Florence Eldridge (Fantine).

- En 1952, Lewis Milestone, dirige para Hollywood una versión de la novela, en la que actúan Michael Rennie y Debra Paget.
- En 1958, Jean-Paul Le Chanois, dirige una nueva versión francesa de la obra, destacando en el reparto Jean Gabin, Bernard Blier, René Fleur, Fernand Ledoux, Edmond Ardisson, Christian Fourcade, Jean Ozenne, Bernard Musson, Danièle Delorme y Elfriede Florin.
- En 1967, la cadena brasileña Rede Bandeirantes, realizó la primera adaptación en formato de telenovela, llamada Os Miseráveis. Fue adaptada por Walther Negrão, y protagonizada por Leonardo Villar como Jean Valjean y Maria Isabel de Lizandra como Cosette.

- En 1973, en ese entonces la televisora estatal Canal 13 de México, produjo la segunda adaptación en telenovela con un reparto de renombre: Sergio de Bustamante como Jean Valjean, Antonio Passy como Javert, Blanca Sánchez como Fantine, Diana Bracho como Cosette, María Rojo como Eponina (Éponine), Luis Torner como Mario (Marius), Magda Guzmán como la Señora Thenradier y Carlos Ancira como el Señor Thenardier.

- 1977: Cosette (Kozetta), cortometraje de dibujos animados de 1977 producido por los Estudios de Cine de Riga (en letón, Rīgas Kinostudija; en ruso, Рижская киностудия) y dirigido por Arnolds Burovs (en ruso, Арнольдс Буровс, 1915 - 2006).[61]

- 1978: Les Misérables, película de origen británico desarrollada para la televisión, dirigida por Glenn Jordan y protagonizada por Richard Jordan como Jean Valjean y Anthony Perkins como Javert. En su elenco contó con Angela Pleasence como Fantine, Caroline Langrishe como Cosette, Ian Holm como Thénardier, Dexter Fletcher como Gavroche, Cyril Cusack como Fauchelevent, Claude Dauphin como el obispo Myriel y John Gielgud como Gillenormand, entre otros. En 1979 fue nominada a un premio Primetime Emmy y a un premio del Sindicato de Directores.[62]

- 1986: Gavroche (Гаврош), cortometraje de animación producido por los estudios Kievnauchfilm (Киевнаучфильм) y dirigido por Irina Gúrvich (Ирина Гурвич, 1911 - 1995).[63]

- En 1995 Claude Lelouch dirigió una versión que establece un paralelismo entre la novela y la época de la ocupación nazi en Francia, protagonizada por Jean Paul Belmondo, Michel Boujenah, Alessandra Martines y Annie Girardot.

- En 1998 se estrenó una adaptación dirigida por Bille August y protagonizada por Liam Neeson, Geoffrey Rush, Uma Thurman y Claire Danes.

- En 2000, Josée Dayan dirige a Gérard Depardieu y John Malkovich como Valjean y Javert, respectivamente, en una miniserie para televisión de 4 capítulos de hora y media de duración cada uno.

- 2007: Los miserables, anime.

- En 2012 se estrenó el musical Los miserables, adaptación cinematográfica dirigida por Tom Hooper y protagonizada por Hugh Jackman, Russell Crowe, Anne Hathaway, Amanda Seyfried, Eddie Redmayne, Helena Bonham Carter, Sacha Baron Cohen, Aaron Tveit y Samantha Barks.

- En 2014, la productora mexicana Argos Comunicación y la cadena estadounidense Telemundo, realizaron la tercera adaptación en telenovela, esta vez ambientada en la época contemporánea. Fue adaptada por Valentina Párraga, y protagonizada por Aracely Arambula y Erik Hayser.

- 2018: Una miniserie de televisión por Andrew Davies, protagonizada por Dominic West, David Oyelowo y Lily Collins.